# Pensacola Football Club
Pensacola FC é um clube americano de futebol baseado em Pensacola, Flórida, que compete na National Premier Soccer League . Anteriormente jogou na Gulf Coast Premier League. 

## História
A equipe foi fundada em 2013 e competiu na National Premier Soccer League . Eles faziam parte da organização Gulf Coast Texans, que também incluía uma equipe na Women's Premier Soccer League e equipes juvenis. Em 2013, a equipe anunciou que encerraria sua parceria com os texanos e adotaria um novo nome, Pensacola City FC. 
A equipe anunciou em 29 de maio de 2014 que estava desistindo e não completaria a temporada de 2014 da NPSL.  Em 2015, uma equipe competiria na Liga Super-20 por uma temporada (a liga foi dissolvida), perdendo os playoffs da liga. 
O clube voltou para a Gulf Coast Premier League de 2017 para sua primeira temporada de verão. 
 

Em dezembro de 2017, a equipe anunciou que estava mudando de nome para Pensacola Football Club. 